# Sault Sainte Marie, Ontario
- Pentru localitatea omonimă din Statele Unite ale Americii, vedeți Sault Sainte Marie, Michigan.

Sault Saint Marie (IPA |ˈ|s|uː|_|s|eɪ|n|t|_|m|ə|ˈ|r|iː  -- "Soo Saint Marie") este unul din cele două orașe gemene omonime situate de-a lungul râului Saint Mary's River din Algoma District, provincia Ontario, Canada, celălalt fiind Sault Sainte Marie, statul Michigan, Statele Unite ale Americii.